# 曼德森 (怀俄明州)
曼德森（英語：Manderson）是美国怀俄明州比格霍恩县下属的一座城鎮。该鎮的人口在2000年为104人，2010年有114，2011年则估计有114人。